# Inscriptiones Graecae
Las Inscriptiones Graecae (IG) (Inscripciones griegas en latín), es un proyecto académico iniciado originalmente por la Academia Prusiana de las Ciencias y continuado hoy por su sucesora la Berlin-Brandenburgische Akademie der Wissenschaften. Su propósito es coleccionar y publicar todas las inscripciones antiguas conocidas de la Grecia continental y de las islas.
El proyecto se diseñó como una continuación del Corpus Inscriptionum Graecarum (Corpus de inscripciones griegas) publicado por August Böckh entre 1825 y 1860, y como una obra paralela al Corpus Inscriptionum Latinarum (Corpus de inscripciones latinas) fundado por Theodor Mommsen en 1847. De 1860 a 1902 fue dirigido por Adolf Kirchhoff. De 1902 a 1931 por Ulrich von Wilamowitz-Moellendorff, quien reorganizó y dio nueva vida a las IG, convirtiéndolas en una de las publicaciones seriadas más importantes de material para los estudios clásicos.
Después de la Segunda Guerra Mundial el proyecto se resintió por falta de financiación y apoyo. Se interrumpió temporalmente en 1972, pero fue recuperado y reformado una vez más por la Berlin-Brandenburg Academy en 1994.
Hasta ahora se han publicado 49 fascículos, y algunos de ellos se han reeditado. La preparación de los volúmenes individuales se ha confiado parcialmente a expertos externos, en cuyo caso la Academia de Berlín lleva a cabo la edición final. La Academia conserva también una colección de improntas (copias mecánicas en papel) de las inscripciones griegas. Actualmente dirige el proyecto Peter Funke. Entre los directores anteriores se encuentran Wilhelm Dittenberger, Friedrich Hiller von Gaertringen, Johannes Kirchner y Günther Klaffenbach.
Todos los textos editoriales se publican en latín, hecho que ocasionalmente se critica dado el uso decreciente de esta lengua y el esfuerzo extraordinario que requiere de los editores. Hasta hace poco, los textos se editaban sin traducción, pero recientemente se facilitan en la web de IG, traducciones al alemán de los últimos volúmenes.